# Pere Beltran (bisbe)

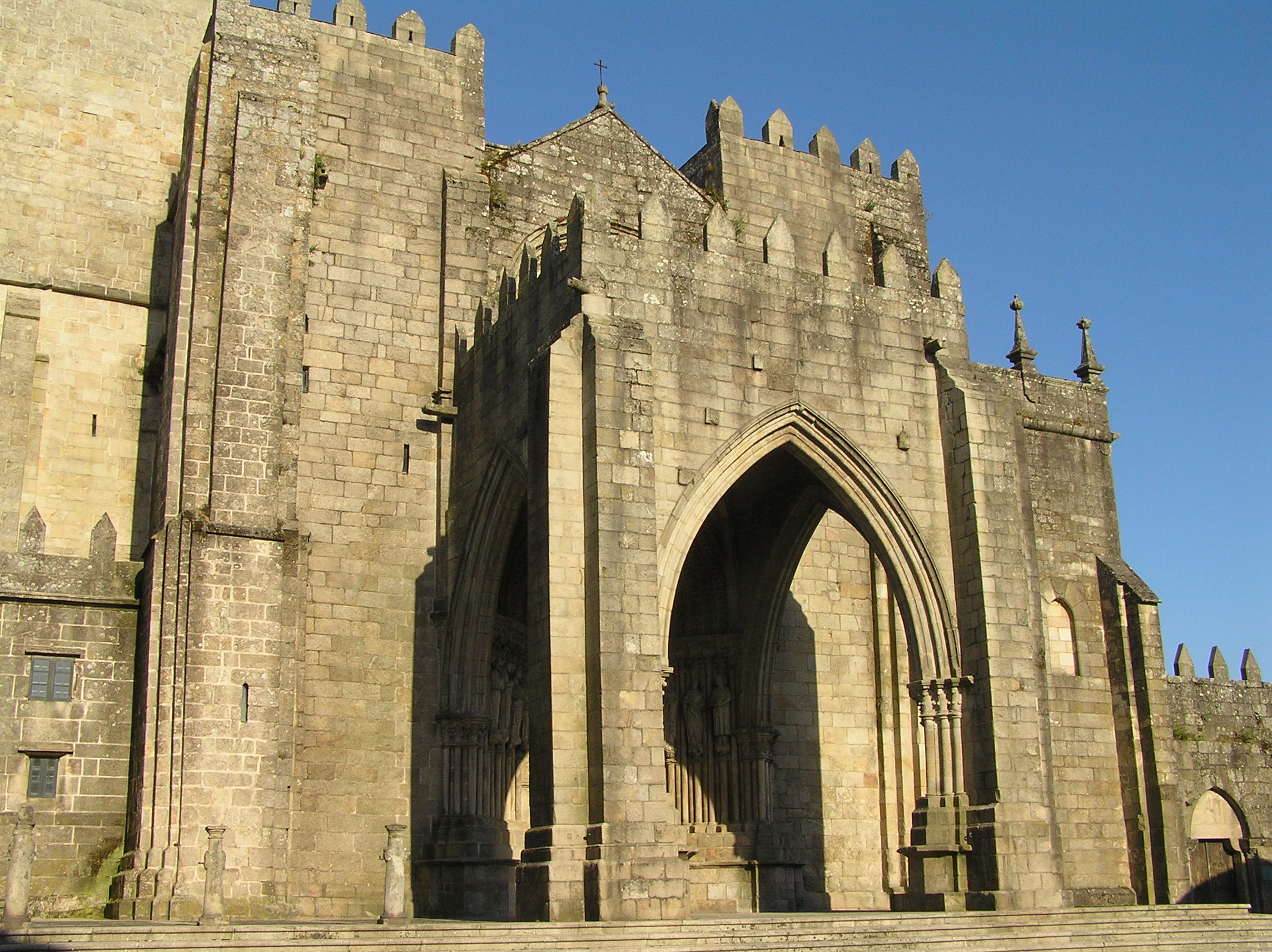
Entrada principal de la catedral de Tui

Pere Beltran, nascut a Llucmajor, Mallorca, i traspassat el 1505 a Roma fou un bisbe de Tui, Galícia.
Pere Beltran fou ordenat prevere i fou rector de la parròquia de Llucmajor des del 1461. El 1485 fou nomenat bisbe de Ciudad Rodrigo, Salamanca, i el 1487 fou traslladat a Tui, Galícia, on executà diverses obres a la catedral destacant la donació d'una gran creu d'argent processional. En la seva tasca pontifical cal remarcar la convocatòria el 1497 d'un sínode a Vigo. Un germà seu, Guillem Beltran, va ser bisbe de Sarno, a Itàlia.